# Férfi 5000 méteres gyorskorcsolya az 1924. évi téli olimpiai játékokon
Az 1924. évi téli olimpiai játékokon a gyorskorcsolya férfi 5000 méteres versenyszámát január 26-án rendezték a Jég stadionban. Az aranyérmet a finn Clas Thunberg nyerte meg. Magyar versenyző nem vett részt a versenyszámban.

## Rekord
A versenyt megelőzően a következő rekord volt érvényben:
| Világrekord | Harald Strøm (NOR) | 8:26,5 | Kristiania (Oslo), Norvégia | 1922. február 18. |

## Végeredmény
Mindegyik versenyző egy futamot teljesített, az időeredmények határozták meg a végső sorrendet. Az időeredmények másodpercben értendők.
| Helyezés | Versenyző             | Nemzet                 | Időeredmény   |
| -------- | --------------------- | ---------------------- | ------------- |
| Arany    | Clas Thunberg         | Finnország (FIN)       | 8:39,0        |
| Ezüst    | Julius Skutnabb       | Finnország (FIN)       | 8:48,4        |
| Bronz    | Roald Larsen          | Norvégia (NOR)         | 8:50,2        |
| 4.       | Sigurd Moen           | Norvégia (NOR)         | 8:51,0        |
| 5.       | Harald Strøm          | Norvégia (NOR)         | 8:54,6        |
| 6.       | Valentine Bialas      | Egyesült Államok (USA) | 8:55,0        |
| 7.       | Frithjof Paulsen      | Norvégia (NOR)         | 8:59,0        |
| 8.       | Richard Donovan       | Egyesült Államok (USA) | 9:05,6        |
| 9.       | Léon Quaglia          | Franciaország (FRA)    | 9:08,6        |
| 10.      | Asser Wallenius       | Finnország (FIN)       | 9:12,8        |
| 11.      | Alberts Rumba         | Lettország (LAT)       | 9:14,4        |
| 12.      | Eric Blomgren         | Svédország (SWE)       | 9:14,6        |
| 13.      | Charles Jewtraw       | Egyesült Államok (USA) | 9:27,0        |
| 14.      | Bill Steinmetz        | Egyesült Államok (USA) | 9:35,0        |
| 15.      | Axel Blomqvist        | Svédország (SWE)       | 9:48,8        |
| 16.      | Leon Jucewicz         | Lengyelország (POL)    | 10:05,6       |
| 17.      | Gaston Van Hazebroeck | Belgium (BEL)          | 10:13,8       |
| 18.      | André Gegout          | Franciaország (FRA)    | 10:15,2       |
| 19.      | Georges de Wilde      | Franciaország (FRA)    | 10:39,8       |
| 20.      | Albert Tebbit         | Nagy-Britannia (GBR)   | 11:01,0       |
| 21.      | Marcel Moens          | Belgium (BEL)          | 11:30,4       |
| –        | Charlie Gorman        | Kanada (CAN)           | nem ért célba |